# Macintosh IIfx
Macintosh IIfxは1990年3月から1992年4月までApple Computerが設計・製造・販売していたパーソナルコンピュータ。発売時の価格は構成によって9,000米ドルから12,000米ドルで、その時点で入手可能な最も高速のMacintoshだった。
IIfxは最も強力な68030ベースのMacintosh IIシリーズであり、1991年にAppleの最上位ラインナップとしてはMacintosh Quadraに置き換えられた。

## 概要
マサチューセッツ州ボストンのアポロコンピュータからAppleに移ったプロダクトマネージャーのフランク・カサノヴァによって、ボストン方言で一般に極端なものを表す用語 "wicked" を使って "Wicked Fast"と呼ばれたIIfxは、40MHzのクロック周波数で動作し、32KBのL2キャッシュ、6本のNuBusスロットを備え、多数の専用ASICとコプロセッサを搭載しているマシンをさらに高速化するように設計された。これらのチップはIIfx専用のSystem 6.0.5（漢字Talk 6.0.5）に付属する専用ドライバを必要とした。ロジックボードのバスクロック40MHzがMC68030CPU、MC68882FPUの動作速度となる。8本のRAMスロットを備え、最大で当時としては巨大な128MBのRAMが搭載できた。
当時のMacintoshは30ピンのSIMMを使用していたが、IIfxは64ピンのデュアルポートSIMMを使用して高速な（80ナノ秒）のRAMを使用する。追加のピンはラッチされた読み出しと書き込み動作を異なるパスで行うことを可能にする。IIfxはMacintosh IIciの特別バージョンとならんで、出荷状態でパリティメモリー付きモジュールを使用することもできる、唯一の68K Macintoshである。ロジックボードには合計8本のRAMスロットがあり、4スロット同時に同じ容量の1MB、4MBないし16MBのRAMモジュールを指す必要があり、この結果として最大で128MBのメモリー容量となる。
IIfxはフロッピーディスク、サウンド、ADBおよびシリアル通信をまかなう2つの特別な専用プロセッサを搭載している。これらのI/OチップはApple IIで使用されているのと同じCPUファミリーである10MHzの組込み用MOS 6502CPUのペアを使用している。
IIfxは、Macintosh Plus以降の全てのMacintoshと同様にインターフェースとしてSCSIを使用する。IIfxは外付けドライブを使用するためには、1990年当時としては特別な黒いSCSIターミネータを必要とした（SCSI-2仕様のため。後年、一般的なったアクティブターミネータ）。
IIfxでは、日付を1990年3月19日にセットし、command、option、F、Xのキーを同時に押しながら立ち上げると、スタートアップ時にIIfxの開発スタッフの写真が表示される。

## モデル
発売当初、以下の構成のIIfxが導入されていた：
- Macintosh IIfx: 4 MB RAM、1.44 MB SuperDrive。8,989米ドル[7]。
- Macintosh IIfx 4/80: 4 MB RAM、80 MB HDD。9,869米ドル[7]。
- Macintosh IIfx 4/160: 4 MB RAM、160 MB HDD。10,969米ドル[7]。
- Macintosh IIfx 4/80 with Parity Support: 4 MBのパリティエラーチェック RAM、80 MB HDD。

1990年5月15日発表：
- Macintosh IIfx 4/80 with A/UX: 4 MB RAM、160 MB HDD、A/UX 2.0プリインストール。10,469米ドル[8]。

6月初めに出荷された。